# Болдвин (Мичиген)
Болдвин (енгл. Baldwin) град је у америчкој савезној држави Мичиген.

## Демографија
По попису из 2010. године број становника је 1.208, што је 101 (9,1%) становника више него 2000. године.
| Група             | 2000.       | 2010.       |
| Белци             | 647 (58,4%) | 745 (61,7%) |
| Афроамериканци    | 380 (34,3%) | 350 (29,0%) |
| Азијати           | 0 (0,0%)    | 1 (0,1%)    |
| Хиспаноамериканци | 30 (2,7%)   | 49 (4,1%)   |
| Укупно            | 1.107       | 1.208       |